# Bieselheide
Die Bieselheide ist ein Waldgebiet, das sich im Norden von Berlin zwischen den Brandenburgischen Orten Bergfelde und Glienicke/Nordbahn erstreckt. Die Ostgrenze bildet das Kindelfließ (umgangssprachlich teilweise als Bieselfließ bezeichnet), die Westgrenze entspricht etwa dem Verlauf der Berliner Nordbahn.

## Name
Der Name Biesel (= kleine Biese) ist vermutlich ähnlich wie die Stadt Biesenthal vom altmärkischen Flüsschen Biese übertragen worden, das sich wiederum vom germanischen Wort bisa für ‚Wisent‘ ableiten lässt.

## Geografie

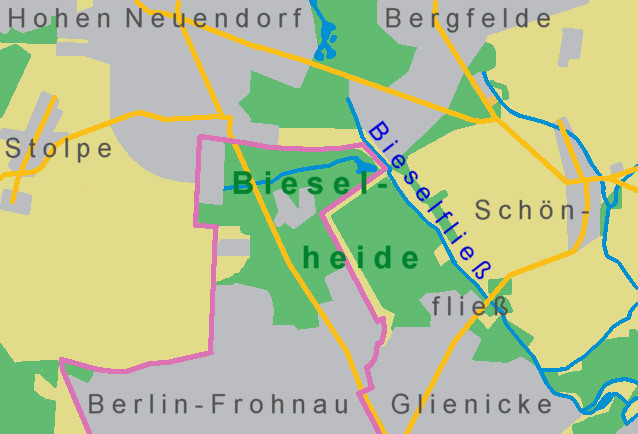
Kartenskizze der Bieselheide

Die Bieselheide besteht vorwiegend aus Sandboden, der nahe dem Kindelfließ durch Niedermoor abgelöst wird. Der höchste Punkt mit 62,8 Meter über NN befindet sich in den Loreleibergen, der niedrigste nahe der Mündung des Kindelfließes unter 40 Meter über NN. Die Bieselheide bedeckte ursprünglich etwa 600 Hektar, wovon heute noch die Hälfte als Wald existiert. Auf aktuellen Landkarten werden aber nur noch die etwa 100 Hektar des Brandenburgischen Teils als Bieselheide bezeichnet. Das Kindelfließ, ursprünglich durch Sickerwasser aus dem Gebiet der Hohen Neuendorfer Rotpfuhle gespeist und den Bergfelder Herthasee durchfließend, mündet bei Glienicke in das Tegeler Fließ. Rotpfuhle und Herthasee sind aber inzwischen ausgetrocknet, und das Kindelfließ nimmt nur noch Oberflächenwasser auf.

## Geschichte

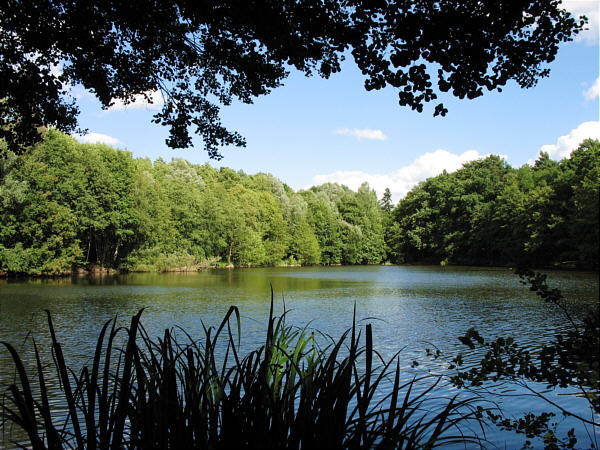
Hubertussee in der Berliner Bieselheide

Das Bieselfließ stellte ursprünglich die Grenze zwischen den Gutsbezirken Stolpe und Schönfließ dar. Der einzige bedeutende Weg durch den Wald war der Verbindungsweg zwischen beiden Dörfern. Im 18. und 19. Jahrhundert wurde ein wenig ergiebiges Tonvorkommen abgebaut, wofür eine Ziegelei nahe dem Forsthaus Bieselhaus gebaut wurde.

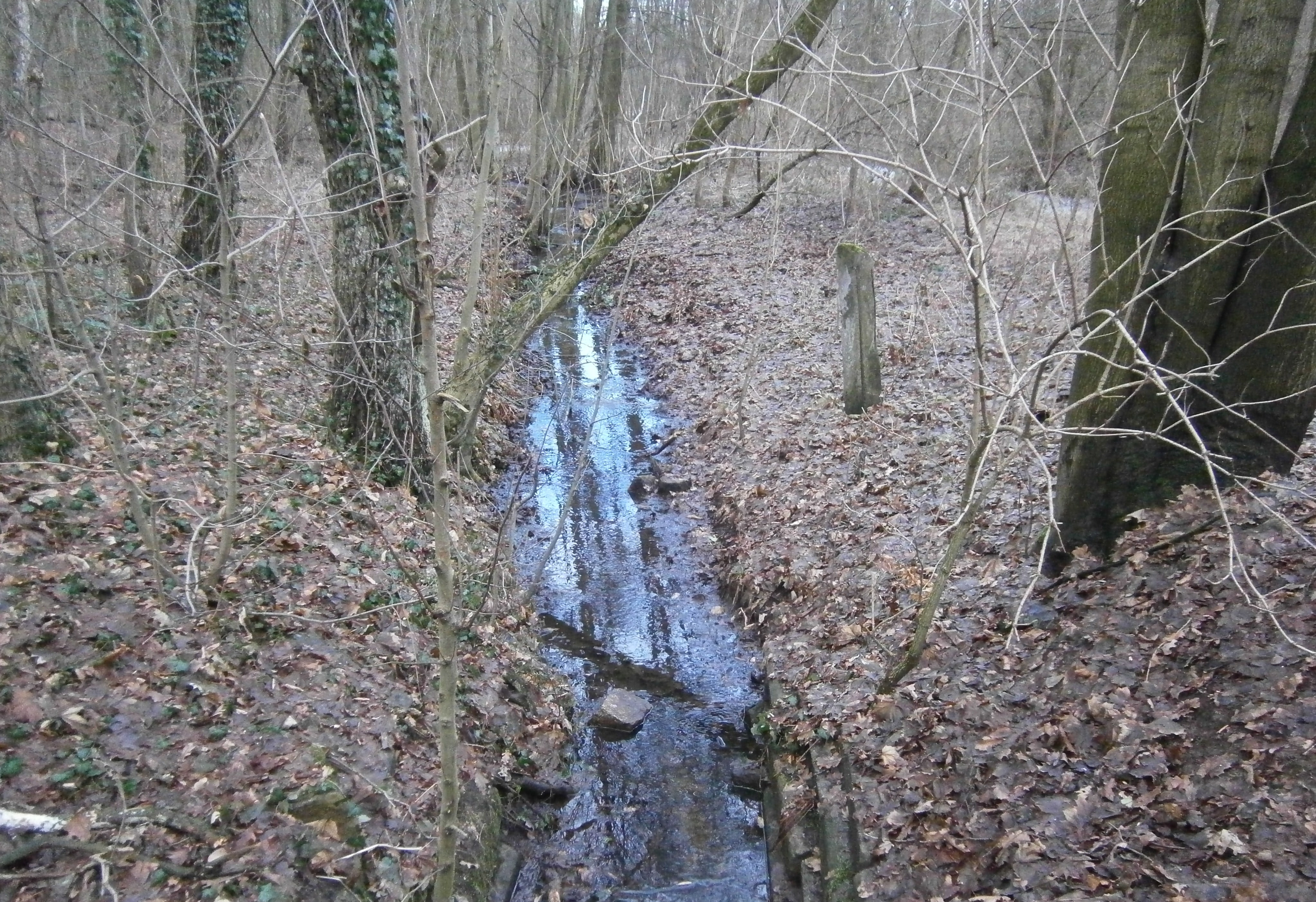
Bieselfließ von der Holzbrücke am Grenzpunkt Frohnau (SW), Glienicke/Nordbahn (SO), Hohen Neuendorf (NW)

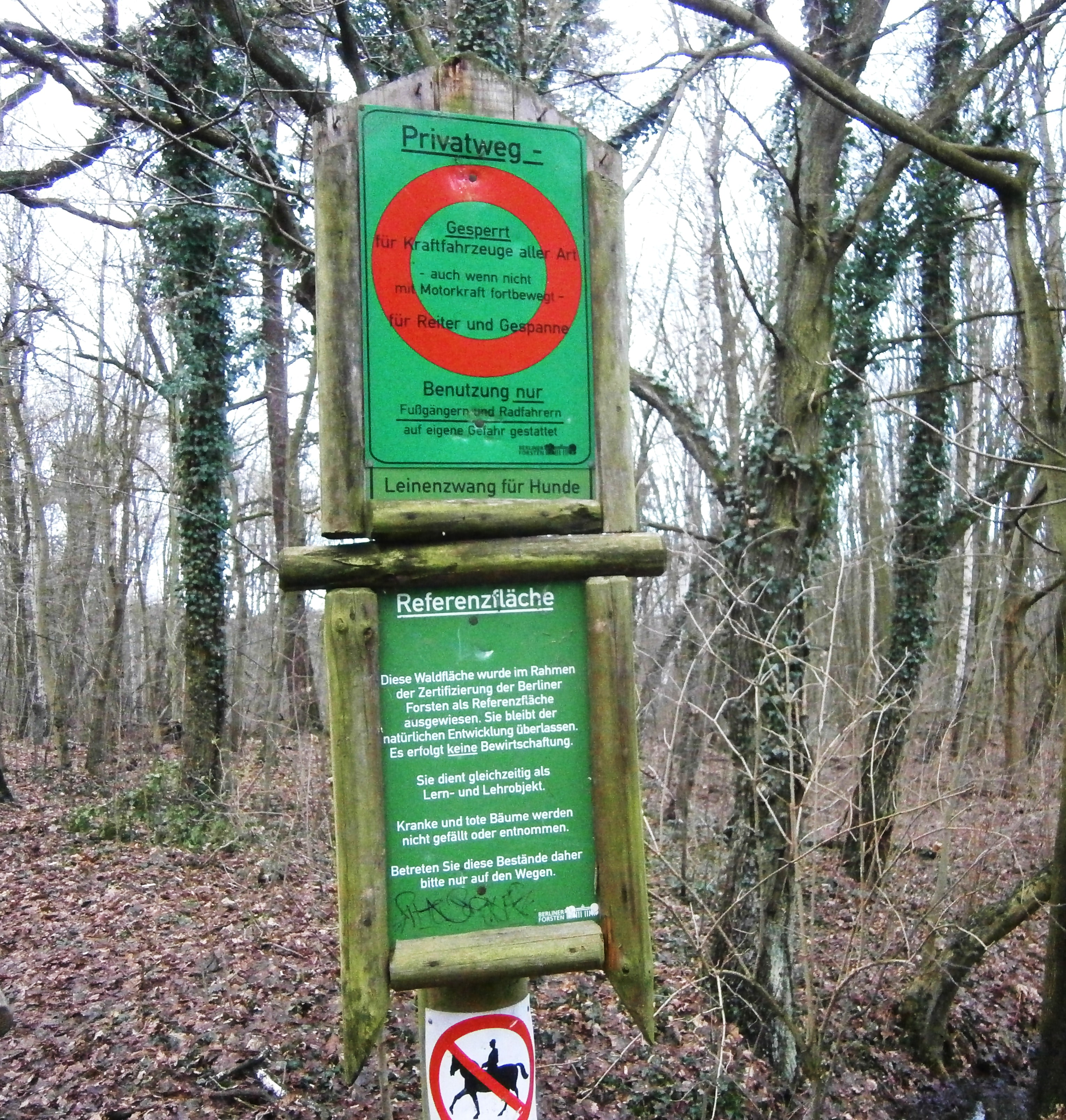
Beschilderung am Hubertusweg, Übergang von Brandenburg aus dem Mühlenbecker Land und Hohen Neuendorf zu Berlin-Frohnau, Waldfläche als Referenzfläche und Wege als Privatstraße der Berliner Forstverwaltung

Im Jahr 1907 wurde der westliche Teil der Bieselheide an die „Berliner Terrain Centrale“ des oberschlesischen Fürsten von Donnersmarck verkauft. Es sollte ein Villenvorort der Gartenstadt Frohnau entstehen, der vom Bahnhof Stolpe der Nordbahn erreichbar gewesen wäre. Da allerdings auf Grund der folgenden Ereignisse des Ersten Weltkriegs und der Inflationszeit das Projekt der nördlichen Gartenstadt nicht ausgeführt wurde, eroberte sich der Wald die bereits gepflasterten und teilweise mit Gehwegen angelegten Straßen zurück. Die Fläche innerhalb der Berliner Stadtgrenze ist heute Referenzfläche der Berliner Forstverwaltung für die Berliner Forsten. Das Waldgebiet wurde während der Zeit der Berliner Mauer als Naherholungsgebiet durch Reinickendorfer Bürger genutzt und besitzt auch noch in den 2010er Jahren diese Funktion und wird als Hundeauslaufgebiet genutzt, wobei die Zufahrt auf dem Hubertusweg bis zur Künstlerkolonie, auf der Utestraße bis zum Hubertussee und auf dem Jägerstieg für 20 Meter möglich ist. Zudem führt (teilweise beidseits der Stadt-/Landesgrenze) der Berliner Mauerweg ausgeschildert um das nördliche Gelände des vormals als West-Berlin geführten Teils von Berlin.
Der heutige Hubertussee war für die projektierte Siedlung aus einem verlandeten Tümpel geschaffen worden. Auf Kiesslings Specialkarte von der Umgegend von Berlin (etwa 1908) findet sich ein Fließ, das von Westen her an dieser Stelle in einer forstfreien Fläche endet. Das Bieselfließ fließt über das Kindelfließ in das Tegeler Fließ ab. An der Stadtgrenze nahe dem Fließ befindet sich eine Referenzfläche des Forstbetriebes auf Frohnauer Gebiet.
Von Süden und Osten her wurden Siedlungshäuser von Glienicke und Schönfließ aus in den Wald hinein gebaut. Nach der Bildung von Groß-Berlin 1920 wurde der Name Bieselheide zunehmend nur noch für den zu Brandenburg gehörenden Ostteil verwendet.

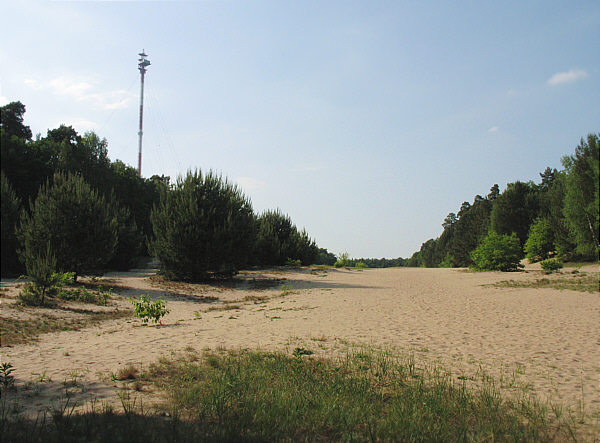
Ehemaliger Grenzstreifen in der Bieselheide 2008

Zwischen 1961 und 1990 wurde die Bieselheide von DDR-Seite aus wegen der Nähe zu West-Berlin zum Grenzgebiet und der allgemeine Zutritt war verwehrt. Ein Stück des Bieselfließes war mit der Grenzlinie identisch und musste – wie auch ein grenznaher Streifen Wald – dem Ausbau der Sperranlagen (heute auf Brandenburger Territorium) weichen. Der westlichere (Berliner) Teil der Bieselheide wurde für Bürger besonders aus Reinickendorf zum Naherholungsgebiet und nahe gelegenem Naturzugang. Seit 1959 ist das Waldgelände Frohnau  mit 114,17 Hektar als Landschaftsschutzgebiet gesichert.
Nach 1990 wurde in Schönfließ auf einem ehemaligen Kasernengelände des Ministeriums für Staatssicherheit der DDR im Süden der Bieselheide der Wohnpark ‚Frohe Aue‘ errichtet. Die Anzahl der Bewohner des Teilortes von Schönfließ erhöhte sich damit um 1600 Siedler. Die Bieselheide ist heute zwischen Berlin und Brandenburg Naherholungsgebiet und kann auf Waldwegen ohne Behinderung durch die schneidende Landesgrenze oder entlang des alten Grenzstreifens auf dem Berliner Mauerweg durchquert werden.

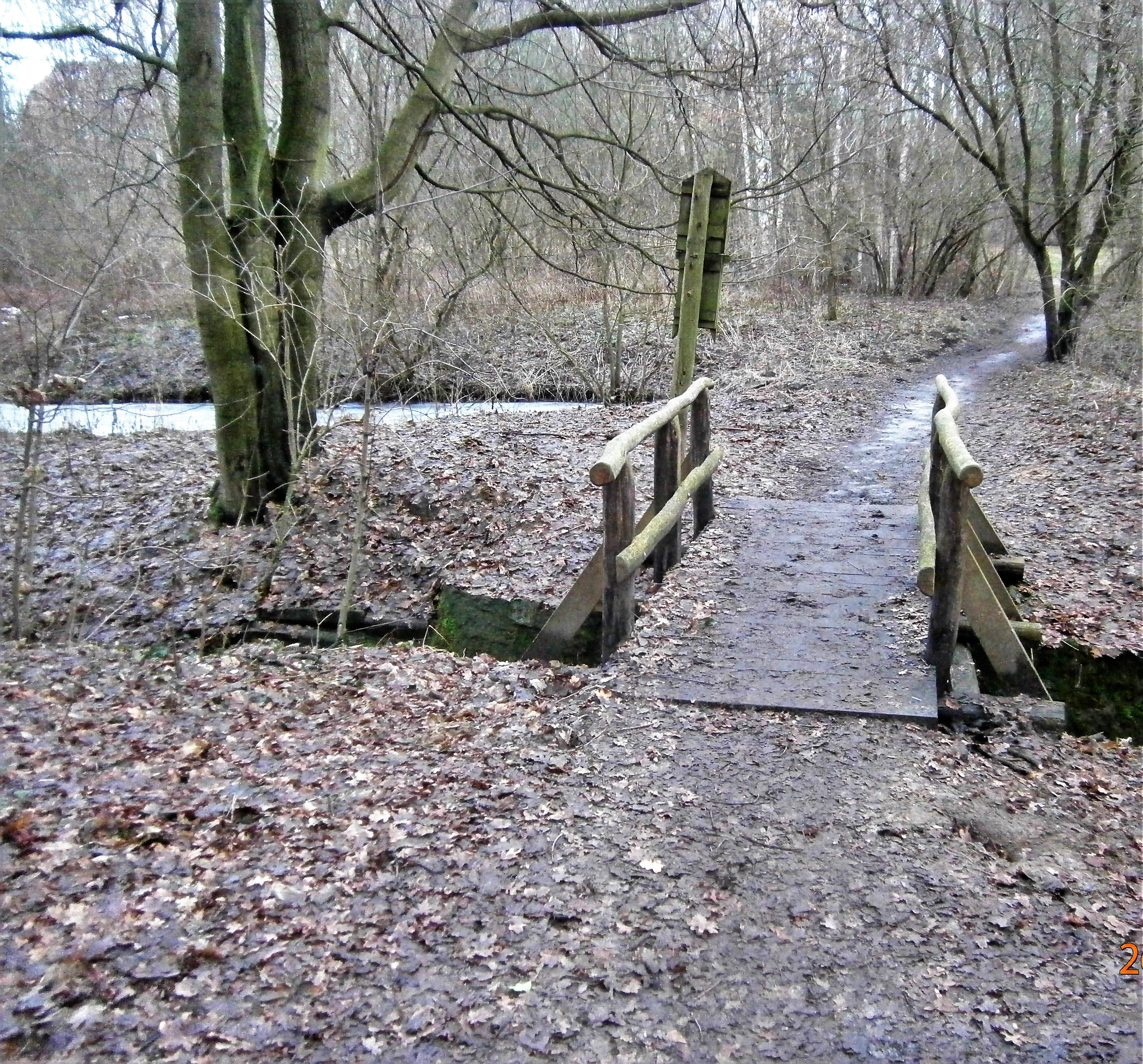
Frohnau: Hubertusweg. Steg über das Bieselfließ von Berlin nach Brandenburg
(26. Dezember 2012)

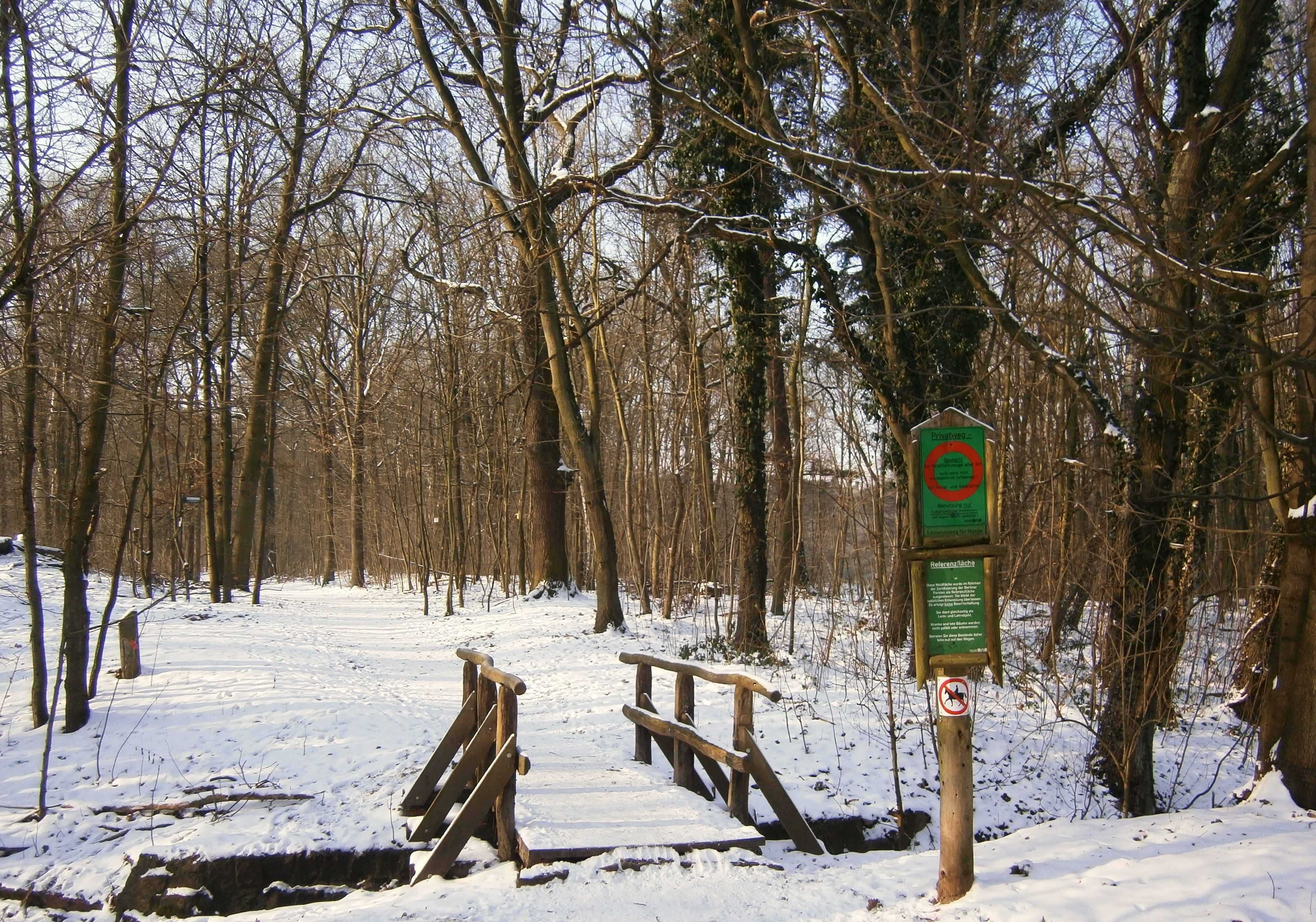
Von Brandenburg über das Bieselfließ nach Berlin-Frohnau: Hubertusweg.
(26. Januar 2013)